# 寝られなドラマ
寝られなドラマ（ねられなドラマ）は、東北放送（tbcテレビ）で火曜未明（月曜深夜）に放送されていた宮城ローカル深夜ドラマ枠の名称である。

## 概要
2020年春から寝られなアニメとともに設けられた枠である。
2023年12月26日で終了。

## 放送作品一覧
放送時間は火曜 1:00 - 1:30（月曜深夜）。深夜ドラマ30分番組が1本放送されている。

### 放送終了
| 作品名                                 | 放送期間                      | 製作局 or 放送形態 | 備考     |
| -------------------------------------- | ----------------------------- | ------------------ | -------- |
| 映像研には手を出すな!                  | 2020年4月14日 - 5月19日       | MBSテレビ          |          |
| ピーナッツバターサンドウィッチ         | 2020年6月2日 - 7月21日        | MBSテレビ          |          |
| レンタルなんもしない人                 | 2020年7月28日 - 10月13日      | テレビ東京         |          |
| おしゃ家ソムリエおしゃ子!              | 2020年11月3日 - 12月22日      | テレビ東京         |          |
| 30歳まで童貞だと魔法使いになれるらしい | 2021年1月5日 - 3月23日        | テレビ東京         |          |
| 直ちゃんは小学三年生                   | 2021年3月30日 - 5月4日        | テレビ東京         |          |
| 私の夫は冷凍庫に眠っている             | 2021年5月18日 - 6月22日       | テレビ東京         |          |
| ラブコメの掟〜こじらせ女子と年下男子〜 | 2021年6月29日 - 9月14日       | テレビ東京         |          |
| ひねくれ女のボッチ飯                   | 2021年9月21日 - 11月16日      | テレビ東京         |          |
| おしゃ家ソムリエおしゃ子!2             | 2021年11月23日 - 2022年2月8日 | テレビ東京         |          |
| ＃居酒屋新幹線                         | 2022年2月22日 - 5月17日       | MBSテレビ          | 字幕放送 |
| 明日、私は誰かのカノジョ               | 2022年5月24日 - 8月16日       | MBSテレビ          | 字幕放送 |
| パパとムスメの7日間                    | 2022年10月3日 - 11月29日      | TBSテレビ          | 字幕放送 |
| 自転車屋さんの高橋くん                 | 2023年1月10日 - 2月28日       | テレビ東京         |          |
| メンタル強め美女白川さん               | 2023年3月7日 - 5月30日        | テレビ東京         |          |
| 隣の男はよく食べる                     | 2023年6月6日 - 8月29日        | テレビ東京         |          |
| 明日、私は誰かのカノジョ SEASON2       | 2023年9月5日 - 10月17日       | MBSテレビ          | 字幕放送 |
| マイホームヒーロー                     | 2023年10月31日 - 12月26日     | MBSテレビ          | 字幕放送 |